# Highlanders Football Club
El Highlanders Football Club és un club zimbabuès de futbol de la ciutat de Bulawayo.

## Història
L'any 1926 dos estudiants formaren el Lions Football Club. L'any 1936 adoptà el nom Matebeleland Highlanders Football Club. El 1966 ingressà a la segona divisió de la Rhodesia National Football League (RNFL). L'any 1976 abandonà la RNFL i formà la South Zone Soccer League (SZSL). Tres anys més tard es creà la National Professional Soccer League (NPSL) i el 1980, NPSL i RNFL s'uniren naixent la Zimbabwe Football Association (ZIFA) amb la presència del club. El 1984 el Black Rhinos Football Club es va escindir del Highlanders.

## Palmarès
- Lliga zimbabuesa de futbol[2]
  - 1990, 1993, 1999, 2000, 2001, 2002, 2006
- Copa zimbabuesa de futbol[3]
  - 1990, 2001
- Trofeu de la Independència de Zimbàbue[3]
  - 1986, 1988, 1991, 2001, 2002
- Charity Shield de Zimbàbue[3]
  - 2001, 2005